# Hemiscyllium michaeli
Hemiscyllium michaeli is een vissensoort uit de familie van de epaulet- en bamboehaaien (Hemiscylliidae). De wetenschappelijke naam van de soort is voor het eerst geldig gepubliceerd in 2010 door Allen & Dudgeon.